# Roland Collombin
Roland Collombin (n. 17 februarie 1951, Bagnes⁠(d), Cantonul Valais, Elveția) este un schior alpin ce a reprezentat Elveția, medaliat olimpic. A participat la o ediție a Jocurilor Olimpice (1972) în care a câștigat o medalie de argint.

## Participări
Lista de mai jos prezintă principalele competiții la care a participat Roland Collombin de-a lungul carierei.
- alpine skiing at the 1972 Winter Olympics – men's downhill[*]